# 금동 자물쇠 일괄
금동 자물쇠 일괄(金銅鎖金一括)은 서울특별시 용산구 한남동, 삼성미술관 리움에 있는 통일신라시대의 금동제 빗장 유물이다. 1984년 8월 6일 대한민국의 보물 제777호로 지정되었다.

## 개요
금동 자물쇠 일괄(金銅 鎖金 一括)은 통일신라시대의 금동제 빗장 유물로 빗장 길이 26cm, 문고리 길이 10.5cm, 못 길이 4.9cm의 크기이다.
금동 빗장 1점, 금동 문고리 1점, 금동 못 2점이 출토되었는데, 금동 빗장은 보존 상태가 양호하고 도금도 잘 남아있다. 이처럼 금동 빗장과 문고리 등이 함께 출토된 예는 극히 드문 편으로, 탑과 부도에 새겨진 문짝 장식에서만 볼 수 있었던 통일신라시대의 문짝 형식을 새롭게 밝혀준 귀중한 자료이다.
빗장은 왼쪽 부분에서 분리 접합할 수 있도록 만들었고, 열쇠구멍도 왼쪽 옆에 뚫려 있다. 문고리는 둥글고 고리판 역시 둥글게 만들어져 있다. 못은 고리로 된 머리 부분과 짧은 목 아래로 박히는 뾰족한 부분으로 구성되어 있다. 문고리 전면에 장식된 무늬는 매우 유려하고 섬세하여 뛰어난 공예 기술을 보여 주고 있다.
빗장의 형태가 옆으로 길며, 장식이 단순하고 끝이 살짝 반전된 비녀 모양 장식 등으로 미루어 볼 때 통일신라 중기경에 제작된 것이라고 여겨진다.
통일신라시대 금동 빗장의 예로는 유일한 것으로 그 용도를 정확하게 알 수는 없으나 전각에 사용되었던 것으로 짐작된다. 

## 참고 자료
- 금동 자물쇠 일괄 - 국가유산청 국가유산포털